# 高空滑索
溜索是一种渡河工具，中国古代称为撞，它以一條鋼索或粗繩，連接山谷兩側，一头高，一头低，人可由高向低溜過河谷。可分为平溜和陡溜等。常見於山地，如中國的橫斷山脈。除渡人外，亦可渡货物、牲畜等。

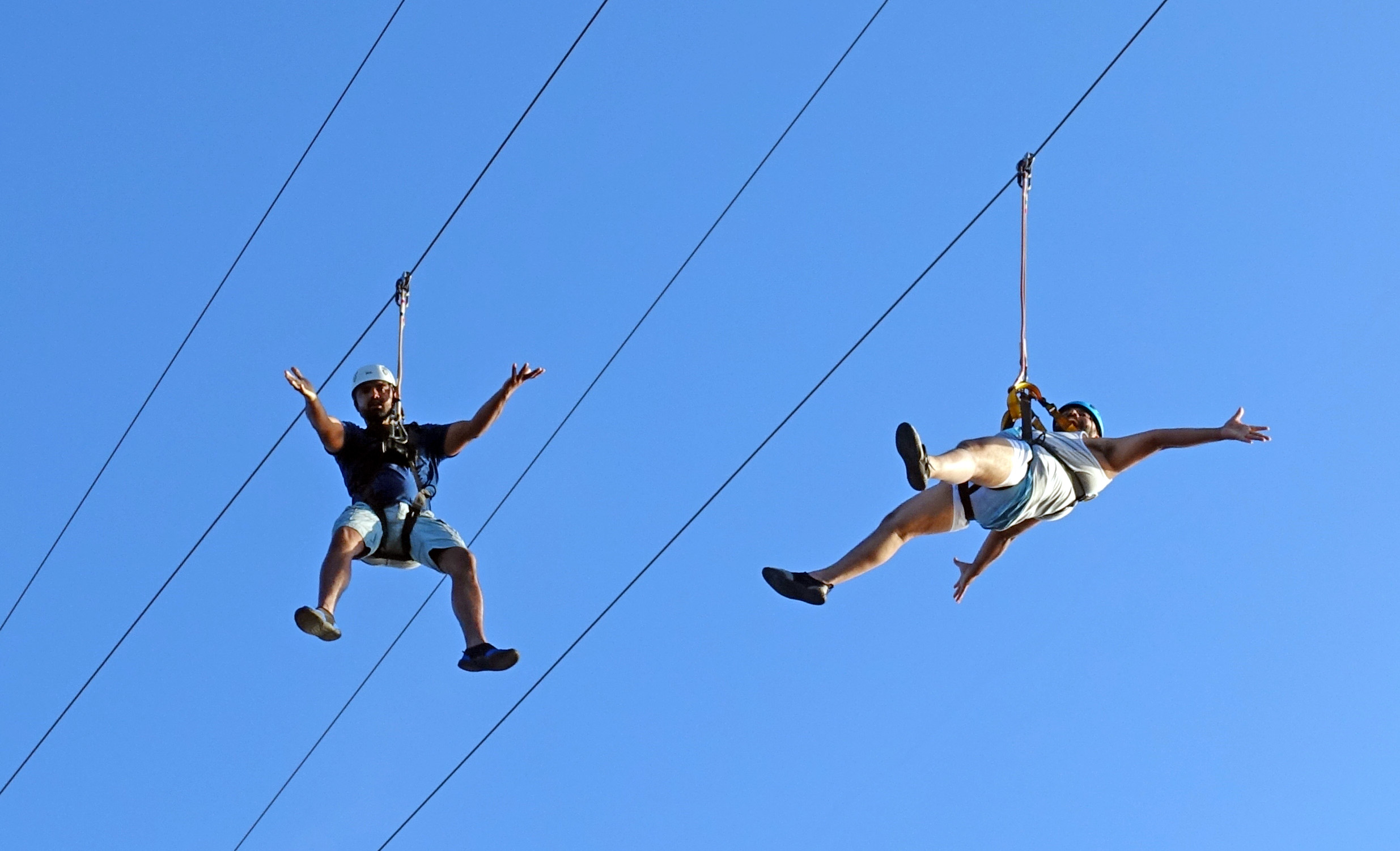
伯恩茅斯的碼頭溜索

溜索主要使用者为中国的怒族人以及秘鲁安第斯山的印第安人。

## 資料來源
1. ↑  明·曹学佺 《蜀中广记》
2. ↑  .   [2011-04-09]. （原始内容存档于2010-08-09）.